# Paragrafzeichen
Das Paragrafzeichen oder Paragrafenzeichen, ältere Schreibweisen Paragraphzeichen oder Paragraphenzeichen, ist ein Sonderzeichen, das in Gesetzestexten einer Zahl vorangestellt wird und damit den Beginn eines neuen Paragrafen anzeigt, der durch die Zahl bezeichnet wird. In anderen Texten benennt es dann zusammen mit der Zahl den so nummerierten Paragrafen des Gesetzes.

## Herkunft
Die Herkunft des Zeichens ist umstritten.
- aus einem anderen Buchstaben
  - Die paragraphos (altgriechisch παράγραφος, sc. γραμμή grammḗ, „daneben Geschriebenes“) war ursprünglich ein waagrechter Strich mit einem senkrechten Haken vorne, der am Anfang einer Zeile gesetzt wurde, in der ein Abschnitt endete. In römischer Zeit wurde daraus ein „T“ oder „Γ“, im Mittelalter verstand man letzteres als „C“ (bzw. „K“) für caput („Abschnittsbeginn“). Die Zeichen „§“ und „¶“ haben sich nach dieser These aus einem gotischen „C“ (ℭ) entwickelt.
  - Der deutsche Paläograph Paul Lehmann vertrat die Meinung, dass das Paragrafzeichen von dem lateinischen Buchstaben „C“ für capitulum stamme.[6]
  - Als weitere Erklärung wird auch die Möglichkeit genannt, es könne sich um eine fehlerhafte Schreibung des Digestenzeichens D handeln.
  - Nach dem Handwörterbuch der griechischen Sprache von 1857 geht das Zeichen auf die ägyptische Hieroglyphe | D41 | (Transliteration: „goreh“; Transkription: grḥ) für Ende, Fertigstellung, Aussetzen[7] und im weiteren Sinne auch für Pause zurück. Diese Hieroglyphe (U+130A2) stand im Alten Ägypten in Handschriften rot geschrieben oft als Schlusszeichen eines Textes oder einer Strophe und wird daher auch als „Pausenzeichen“ bezeichnet.
- aus einer Buchstabenverbindung
  - Nach einer geläufigen Ansicht handelt es sich um ein Doppel-S als Abkürzung für signum sectionis (lateinisch „Zeichen des Abschnitts, Abschnittszeichen“) oder für signum separationis (lateinisch „Zeichen der Trennung, Trennungszeichen“).[8] Da Papier früher sehr teuer war, sparten sich die Schreiber das Einfügen einer neuen Zeile und malten das Paragrafzeichen als Trennungszeichen (auch lateinisch signum separandi) an den Rand. Dieses wurde als ineinandergeschlungenes „SS“ geschrieben. Daraus soll sich dann das geläufige Paragrafzeichen entwickelt haben. Dafür spricht auch, dass in älterem Sprachgebrauch der Paragraf auch als „Trennstrich“ gelesen und in vielen älteren Beurkundungen z. B. „/3/“ statt „§ 3“ geschrieben wurde.
  - Auch die Abkürzung des Begriffes Senatus Sententia („Satz des Senates“) ist als Quelle des Doppel-S im Gespräch.
  - Ebenso wird eine Verbindung des Absatzzeichens der Römer, das dem griechischen Buchstaben Rho (ϱ) glich, mit dem Buchstaben C für Caput („Haupt, Hauptabschnitt“), das am Beginn eines neuen Kapitels verwendet wurde, genannt.

Ab dem 16. Jahrhundert ist die konkrete Anwendung des Paragrafzeichens in deutschen Rechtstexten fassbar.

## Verwendung

### Verwendung im deutschen Gesetzeswesen
Das Paragrafzeichen ist in deutschen Bundesgesetzen und in den Landesgesetzen der meisten deutschen Länder gebräuchlich. International ist dagegen die Einteilung der Gesetze in Artikel üblicher – wie auch im Grundgesetz der Bundesrepublik, in bayerischen Landesgesetzen, in Mantelgesetzen und in vielen Einführungsgesetzen.

### Weitere Verwendungen

Ehemaliges Logo des Österreichischen Bundesministeriums für Justiz bis 2018

Das Paragrafzeichen ersetzte im Logo des Österreichischen Bundesministeriums für Justiz den Buchstaben „s“.
Viele Anwaltskanzleien benutzen das Paragrafzeichen in ihrem Logo o. ä. Außerdem steht es häufig generell als Symbol für juristische Sachverhalte.

## Schreibweise und Aussprache
Laut DIN 5008 ist zwischen dem Paragrafzeichen und der nachfolgenden Zahl ein Leerzeichen zu setzen, vorzugsweise ein geschütztes Leerzeichen.  Beispiel: „§ 433 BGB“ – ausgesprochen wird dies als „Paragraf vierhundertdreiunddreißig des Bürgerlichen Gesetzbuchs“ (BGB).
Möchte man in einem Text auf mehrere Paragrafen verweisen, so wird das Zeichen doppelt geschrieben, zum Beispiel „§§ 433 f. BGB“. Ausgesprochen wird dies als „Paragraf vierhundertdreiunddreißig und folgender des Bürgerlichen Gesetzbuchs“, „§§ 433 ff. BGB“ als „Paragraf vierhundertdreiunddreißig und folgende des Bürgerlichen Gesetzbuchs“.

## Darstellung in Computersystemen

### Kodierung
Im internationalen Zeichenkodierungssystem Unicode liegt „§“ auf Position
- U+00A7 „Section sign“ (Paragrafzeichen).

Im ASCII-Zeichensatz ist das Zeichen nicht enthalten, weshalb viele ältere Computersysteme es nicht ohne weiteres darstellen konnten. Für die Datenverarbeitung wurde das Zeichen auf breiter Basis mit dem Zeichensatz ISO 8859-1 (Latin 1) eingeführt, wo es ebenfalls auf der Position 167 bzw. 0xA7 liegt. Auch in ISO 6937 liegt es auf dieser Position.
In HTML wird das Zeichen folgendermaßen kodiert:
- &#xA7; (hexadezimal),
- &#167; (dezimal) und
- &sect; (benanntes Zeichen).

Der Keysym-Name für die Verwendung mit xmodmap im X-Window-System lautet section.

### Textsatz
In plain TeX und LaTeX wird das Paragrafzeichen als \S geschrieben.

### Ersetzung bei Nichtverfügbarkeit
Kann das Zeichen nicht dargestellt werden, weil es in der verwendeten Schriftart oder dem Zeichensatz fehlt, so sollte es durch das Wort „Paragraf“ (bzw. „Paragraph“) ersetzt werden.
Da das Zeichen mit modernen Computersystemen verarbeitet, übertragen und archiviert werden kann, ist eine Ersetzung aus technischen Gründen nicht nötig. Auch wenn die verwendete Tastatur das Zeichen nicht aufweist, kann es praktisch immer über eine entsprechende Funktion des Betriebssystems oder des jeweiligen Texteditors eingefügt werden.